# NGC 2315
NGC 2315 ist eine linsenförmige Radiogalaxie vom Hubble-Typ S0/a im Sternbild Luchs am Nordsternhimmel. Sie ist schätzungsweise 283 Millionen Lichtjahre von der Milchstraße entfernt und hat einen Durchmesser von etwa 110.000 Lichtjahren.
Im selben Himmelsareal befinden sich u. a. die Galaxien NGC 2320, NGC 2321, NGC 2322.
Die Typ-IaP-Supernova SN 2011ay wurde hier beobachtet.
Das Objekt wurde am 16. Februar 1831 vom britischen Astronomen John Herschel entdeckt.